# Johny Johny Yes Papa
«Johny Johny Yes Papa» (en español: Johny Johny Si Papá) es una canción de cuna en inglés. La canción trata sobre un niño, Johny, que es atrapado por su padre comiendo azúcar. Las versiones de esta canción que comprenden más de un verso generalmente continúan con variaciones sobre este tema.

## Historia
Un libro de 1989 de la académica y profesora estadounidense Jessica Wilson afirma que la canción de cuna se originó en Kenia. Según Vinoth Chandar, CEO de ChuChu TV, ya era lo suficientemente mayor como para haber sido de dominio público en India en 2018, lo que indica que habría tenido al menos 60 años (según la ley de derechos de autor de India); Chandar escribió en 2018 que "solía escucharlo" cuando era niño, y que las personas mayores también lo habrían escuchado de niño.

## Letra
La letra de la canción está en formato de llamada y respuesta, y generalmente se canta con la melodía de «Twinkle, Twinkle, Little Star». La versión original y más conocida de la canción es:

Johny, Johny,

Yes papa?

Eating sugar?

No papa.

Telling lies?

No papa.

Open your mouth

Ha ha ha!

La cual se traduce al español como:

Johny, Johny,

¿Si papá?

¿Comiendo azúcar?

No papá.

¿Estás diciendo mentiras?

No papá.

Abre la boca

¡Ja ja ja!

## Videos musicales
Según Polygon, se publicó por primera vez en YouTube como una canción de cuna en 2009 por el canal Shemrock Nursery Rhymes. Sin embargo, la canción apareció por primera vez en YouTube en 2007, donde se usó en un comercial indio de chocolates 5 Star. La canción de cuna ha sido recreada por muchos otros canales de YouTube de entretenimiento educativo dirigidos a niños pequeños. A partir del 23 de julio de 2020, un video que contiene la canción, subido a YouTube por Loo Loo Kids en 2016, tiene más de 3.6 mil millones de visitas, lo que lo convierte en el octavo video más visto en el sitio, así como el segundo video de rima infantil más visto. Otro video de la canción, subido por ChuChu TV en 2014, tiene más de 1.7 mil millones de visitas y otro video que contiene la canción, subido por CVS 3D Rhymes en 2017, tiene más de 1.2 mil millones de visitas. The Daily Dot incluyó otro video en 2015 como uno de los once videos de YouTube "involuntariamente perturbadores" para niños.